# Chilevisión
Chilevisión (stiliseret som CHV) er en chilensk jordbaseret tv-kanal. Det er det tredje ældste chilenske tv-netværk, der ejes af Universidad de Chile. Denne uddannelsesinstitution solgte en betydelig procentdel af sin tv-kanal til Venevisión og skiftede navn til Chilevisión. Det blev senere solgt til Claxson Interactive Group og derefter til den chilenske investor og præsident Sebastián Piñera.
Den 28. august 2010 blev det annonceret, at Turner Broadcasting System Latin America havde nået en aftale om at købe det. Disse aktiver inkluderer ikke den analoge tv-kanalfrekvens, der stadig ejes af Universidad de Chile og bruges under en betalt usufruct-ordning, svarende til en leasingkontrakt. Denne kontrakt udløb i 2018 og påvirkede kun de analoge frekvenser, der blev brugt af stationen. Salget blev afsluttet 6. oktober 2010.